# Tarimichthys
Genre
Tarimichthys est un genre de poissons d'eau douce téléostéens de la famille des Nemacheilidae (ordre des Cypriniformes). Ces poissons sont des « loches de pierre » originaires de Chine.

## Liste des espèces
Selon Maurice Kottelat, en 2012 :
- Tarimichthys bombifrons (Herzenstein, 1888)
- Tarimichthys edsinicus (Prokofiev, 2003)
- Tarimichthys incipiens (Herzenstein, 1888)

## Classification
World Register of Marine Species (18 novembre 2023) considère que ce taxon est invalide en tant que genre mais valide comme sous-genre.

## Étymologie
Le nom générique, Tarimichthys, qu’EtyFish considère comme un sous-genre du genre Triplophysa, fait référence au bassin du Tarim

## Publication originale
- (en) A.M. Prokofiev, « Morphological classification of loaches (Nemacheilinae) », Journal of Ichthyology, Russie, vol. 50, no 10,‎ 2010, p. 827-913 (ISSN 0032-9452).